# Monastère Saint-Antoine (Novgorod)
Le monastère Antoniev ou monastère Saint-Antoine (en russe : Антониев монастырь) est un monastère de la ville de Veliki Novgorod en Russie qui n'est plus en activité. Ce fut l'un des centres de la vie spirituelle de la République de Novgorod. Il est situé sur la rive droite de la rivière Volkhov au nord du centre de la ville.

## Histoire
Le fondateur du monastère est saint Antoine de Rome. Les circonstances de son arrivée à Novgorod ont un caractère légendaire et sont décrites dans des manuscrits hagiographiques qui datent du XVIe siècle. Selon ceux-ci Antoine est arrivé de Rome dans des circonstances miraculeuses. Lors d'une prière solitaire sur un rocher, celui-ci s'éloigne de la rive et finit par échouer sur les rives de la Volkhov dans les environs de Novgorod. Selon le récit de sa vie, cela se passa en 1106 le jour de la fête de la Nativité de Marie.

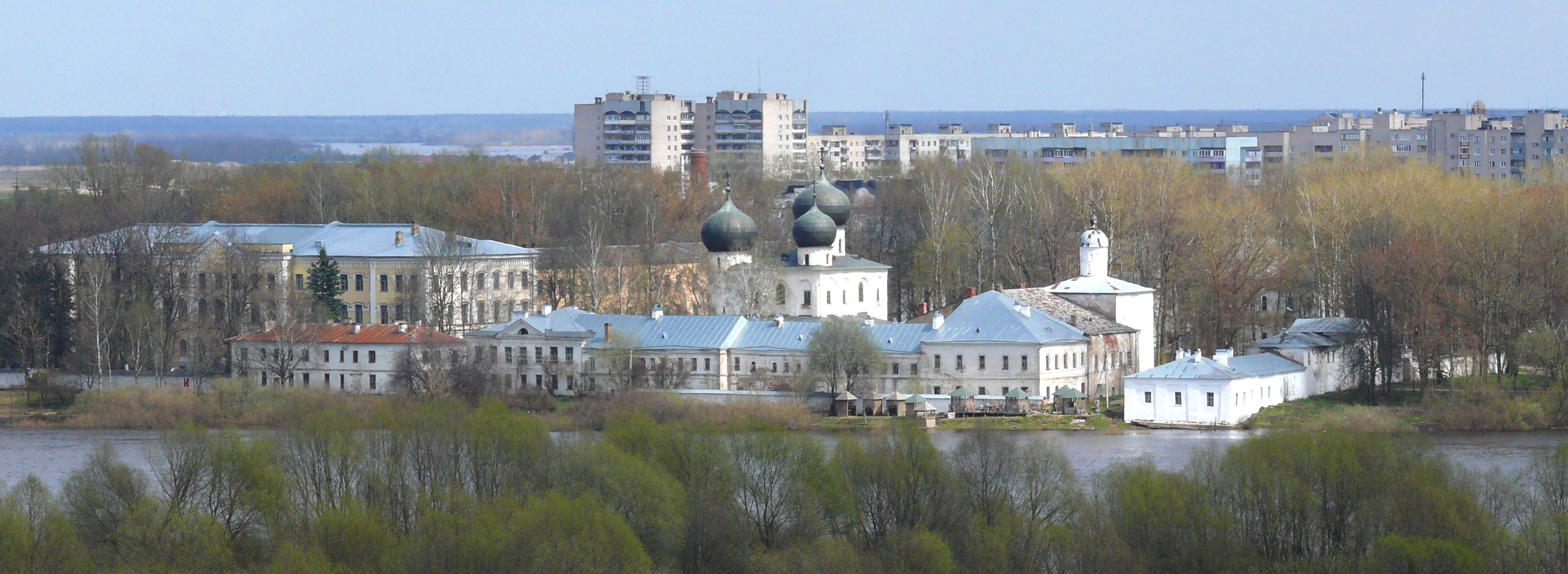
Vue aérienne du monastère

Bien que la provenance de saint Antoine reste peu claire (mais très symbolique selon les circonstances historiques), le monastère Antoniev conserve de nombreux témoignages écrits à son propos. Les chroniques décrivent de manière peu habituelle le détail de son action. Antoine était pourtant un étranger à Novgorod. Toujours est-il que l'évêque de Novgorod, saint Nicétas, le remercia pour la fondation du monastère, ce dont on trouve trace dans des écrits du XVIe siècle qui reprennent des textes datés de 1100-1130 relatifs à saint Antoine.

## Architecture
En 1117, saint Antoine fit construire la cathédrale de la Nativité de la Vierge qui est le catholikon du monastère.

## Actuellement
Le monastère fait partie aujourd'hui du musée-réserve de Novgorod. C'est sur le site du monastère qu'est également implantée l'université d'État de Novgorod, Iaroslav le Sage.